# Породица Рибникар
Породица Рибникар потиче из села Сенично у Крањској у Републици Словенији.
Др Фрања Рибникар је рођен 1840. године као најмлађе дете религиозне сељачке породице. Фрањин отац желео је да му син, после завршене средње школе у Љубљани, студира у Бечу теолошке науке, али је Фрања без очевог знања отишао у Грац, где је студирао медицину. У Цириху је специјализовао хирургију и по окончању студија одлази на Банију.
У Србију долази, марта 1869. године, као 29-годишњи лекар Словенац по народности. Дошао је са својом женом, 19-годишњом, Милицом Милком Срнић, Српкињом из Костајнице, са којом се венчао 30. јуна 1868. године. По доласку у Србију, др. Фрања Рибникар је упућен у Трстеник где је започео лекарску каријеру. Ту остаје до краја 1873. године када прелази у Свилајнац. Као срески лекар, сем бриге о „свом“ становништву, по одлуци Министарства радио је преко лета као бањски лекар у Врњачкој бањи.
У Трстенику му се рађају синови Владислав (1871) и Слободан (1873), а у Свилајнцу Даворин-Дарко (1878). Фрања је учествује српско-турским ратовима као доктор и добровољац. Године 1883. сели се у Јагодину, где ради као варошки лекар. У њој борави до краја 1889. године када прелази у Београд за лекара Београдске општине. Ту умире 1905. године.

## Владислав Ф. Рибникар
Најстарији син др Фрање Рибникара, Владислав Рибникар се школовао у Јагодини и Београду. Године 1888. уписао је Историјско-филолошки одсек Филозофског факултета Велике школе у Београду и дипломира је 1892. По завршетку студија одлази у Француску, где на Сорбони добија „лисанс“ и потом, као државни стипендиста, одлази у Немачку где студира на Хумболдт универзитету. У Београд се враћа после Мајског преврата 1903. године. Годину дана касније покреће лист "Политику". По избијању Првог светског рата одлази на фронт и гине 1. септембра 1914. године на фронту у Западној Србији.
Владислав Ф. Рибникар је био ожењен са Милком Чолак-Антић и са њом имао две кћери: Даницу и Јованку. Даница је у првом браку била удата Михаиловић и радила као новинар на женској страни „Политике“. У другом браку била је удата за Енглеза Џона Бенета, високог комесара Уједињеног Краљевства на острву Барбадосу, где је трагично изгубила живот у мору. Јованка је била удата за Косту Цукића, генералног секретара Југословенског краљевског посланства у Ватикану. По завршетку Другог светског рата боравила је 1954. године у Перуу и Израелу. Сахрањена је у Паризу са мајком Милком.
После погибије браће Рибникар, 1914. године, Владиславова жена Милка постала је стуб „Политике“. Лично се ангажовала на обнови „Политике“, после Првог светског рата. Регент Александар Карађорђевић је од Милке купио имање породице Рибникар на Дедињу, где ће касније бити подигнуто здање Белог двора. Милка је распродала чак и лични накит само да би поново покренула „Политику“. На чело листа 1. септембра 1919. године долази једини преживели син Фрање Рибникара - Слободан.

Ево ту су ми у чашици љубичице које стигох да освежим у чашици хладне воде; узбрала сам их на гробу браће Рибникара где сам залутала са пољском својом болницом; то су два див јунака, гробови су им један поред другог.

— Надежда Петровић, писмо породици са фронта 1914.

## Дарко Ф. Рибникар
Даворин-Дарко Рибникар се школовао у Свилајнцу и Београду. Дипломирао је правне науке у Немачкој. После смрти оца Фрање долази у Београд да помаже брату Владиславу. Остале су трајно забележене његове репортаже из Румуније о Буни сељака 1907. године и о Фридјунговом процесу у Бечу 1909. године. Није се женио. Као резервни официр учествовао у оба балканска рата. Погинуо је почетком Првог светског рата, 31. августа 1914. године, као резервни капетан српске војске,на вису Мрамор изнад Беле Цркве,а позиција његовог рова је фото-документована и објављена у Ратном албуму 1914-1918, на страни 75, као трећа слика у горњем реду.Пред смрт је тражио од пуковског трубача да му свира омиљену мелодију, а команданту пука је рекао:„Ходи да се пољубимо храбри мој команданте. Ја не стигох до Беча. Нека Бог подари ту срећу теби.” Сахрањен је у Белој Цркви, код Крупња. Бавио се бициклизмом.

## Слободан Ф. Рибникар
Слободан Рибникар је наставио лекарску традицију свога оца Фрање. По завршетку школе у Јагодини и Београду уписао се на Медицински факултет у Бечу и постао лекар 1896. године. Службовао је у Скопљу, Ћуприји и Умци, да би након тога дошао у Београд где постаје лекар Београдске општине.
У првом браку је био са Даницом Живковић, кћерком београдског трговца Милана Живковића, с којом је имао синове Владислава и Мирослава и кћерку Станиславу. У другом браку је био са глумицом Славом, кћерком ветеринара Кратохвила. Као лекар Слободан је учествовао у ратовима 1912-1918, као санитетски официр. Био је управник ратних болница, а из рата је изашао као санитетски потпуковник.
Др. Слободан Рибникар је релативно кратко био директор "Политике“ – свега пет година. Умро је 24. септембра 1924. године, а његов најстарији син Владислав постаје директор „Политике“.

### Владислав С. Рибникар
Владислав Слободана Рибникар се женио два пута и имао петоро деце. Из првог брака са музикологом и пијанистом Станом Ђурић имао је сина Слободана (1929), који је био физички-хемичар, редовни професор Природно-математичког факултета и академик САНУ, поред тога имао је и две ћерке, Милицу и Ивану. Милица Рибникар је вајар, удата за архитекту Угљешу Богуновића. Има сина Слободана Гишу Богуновића, филозофа и аутора многих дела на тему архитектуре и унуку Даницу Богуновић. Ивана В. Рибникар има ћерку Ану Новаковић, филолога и унука Александра Новаковића, адвоката.
У другом браку, са књижевницом Јаром, рођеном Хајек, Чехињом, Владислав је имао двоје деце: сина Дарка (1939—2021) и ћерку Владиславу (1947). Кћи Владислава, у првом браку Перишић, удата је за Енглеза Дејвида А. Нориса. Била је доцент на Филолошком факултету у Београду. Живи у Енглеској. Ради на Универзитету у Нотингему.
Син Дарко је новинар, био је генерални директор "Политике". Из првог брака има сина Владислава, хирурга-пластичара (који има двоје деце, Јулију и Александра), а из другог брака има сина Дарка, доктора Правног факултета АСАС на Сорбони. Ожењен је са колегиницом Сандрин Гаравелони, која је магистрирала компаративну књижевност и у САД и у Француској. Имају сина Дарка.

## Породично стабло
- Потомци Фрање и Милице Рибникар
  - Владислав Ф. Рибникар
    -  супруга Милка Рибникар
      - Даница Михаиловић
      -  Јованка Цукић

  - Дарко Рибникар
  -  Слободан Ф. Рибникар
    -  супруга Даница Рибникар
      - Владислав С. Рибникар
        - супруга Стана Ђурић-Рибникар
          - Слободан В. Рибникар
          - Милица Рибникар
          -  Ивана Рибникар

        -  супруга Јара Рибникар
          - Владислава Рибникар
          - Дарко В. Рибникар
            -  супруга Љиљана Вуњак
              -  Владислав Д. Рибникар
              -  Дарко Д. Рибникар

          -  Владислава Рибникар

      - Мирослав Рибникар
      -  Станислава Рибникар